# 古谷健太
古谷 健太（こや けんた、1990年7月13日 - ）は徳島県を拠点に活動するお笑い芸人。徳島ガンバロウズアリーナMCも担当する。徳島県徳島市出身。

## 人物
東京NSC19期卒業。よしもとクリエイティブ・エージェンシーに所属し、「ドンダダ」というコンビのツッコミを担当。神保町花月の若手芸人ユニット ゲキノビ!のメンバーにも所属した。
東京で5年間お笑い芸人として活動し、
YouTubeチャンネル「ブチかまし」でも活動。
2018年12月に「ドンダダ」を解散し、よしもとクリエイティブ・エージェンシーを退社。「ブチかまし」も脱退する。帰郷し、徳島密着芸人として徳島を拠点に活動。
2019年、徳島県密着YouTubeチャンネル「こやけん阿波日和」を開設。
2016年頃に同期のゆめっち（現・3時のヒロイン）と交際していた時期があり、3時のヒロインのブレイク後に元カレとして全国ネット番組(日テレ しゃべくり007)等に出演したことがある。
芸人仲間では金属バット、Aマッソ、街裏ぴんく、EXIT、3時のヒロイン、オダウエダ、芸人以外にも株式会社TOKIOの松岡昌宏や、増田順一、ガガガSP、四星球、内山信二を始め様々な交友関係がある。
幅広い知識を駆使したツッコミを持ち味にイベントMCやTVの司会、ラジオ等をこなす。
2021年9月よりデザイナーのLockeと「ガンガンズンズングイグイラジオ」というYouTubeチャンネルを開設し、週3程度のペースでショートラジオをアップしている。
また、2022年2月からはRadiotalkで「ジェネリックのいいキズぐすり」というラジオを配信開始。ここでは初投稿の収録がアプリ内の急上昇に掲載された。
2023年から徳島ガンバロウズのアリーナMCを担当。
同年、徳島県の広報YouTubeチャンネルにて森林土木のPR活動に参加。
2024年4月より長田融季（元りあるキッズ）とYouTubeのトーク番組『おしゃべりバラエティといっしょ！』を始動。

## 出演

### テレビ番組
- 朝ごはん食べた？（テレビトクシマ） 月金キャスター
- RIDE音MUSIC 2ndRIDE （テレビトクシマ） 番組MC[13]

### ラジオ番組

#### エフエムびざん
- 古谷健太の徳島お笑い生活（木曜18:00 - 19:00）
- こやけんのおしゃべり中国武術大会（第4金曜18:45 - 19:00）

### CM
- 元祖からあげ本舗かたに商店